# Печеница
Печеница е село в Североизточна България. То се намира в община Исперих, област Разград.

## География
Село Печеница е разположено на 12 km от град Исперих.

## Културни и природни забележителности
В гората до селото растат божури, които дават името на местността – „Божурите“.

## Религия
Мнозинството от населението на селото са мюсюлмани и изповядват ислям.

## Други
В селото се намира една от кравефермите първа категория със 100 броя крави.